# Campionat de Catalunya de Tercera Categoria
El Campionat de Catalunya de Tercera Categoria fou la competició de tercera divisió del campionat català de futbol, que donava accés a disputar la Campionat de Catalunya de Segona Categoria.

## Història
La primera edició es disputà la temporada 1912-13, sota la denominació de Tercera Lliga i amb la victòria final del CD Mercuri.
A partir de la temporada 1917-18 començà a disputar-se de forma continuada sota la denominació de Segona Categoria, puix les dues primeres divisions rebien el nom de Primera Categoria A i Primera Categoria B. Entre 1924 i 1928 fou anomenada Grup de Promoció de Segona Categoria. La competició acostumava a disputar-se en diversos grups, amb fases finals provincials (Barcelona, Tarragona, Lleida, Girona i algunes temporades les Balears) i una fase final per decidir el campió de Catalunya de la categoria.
La temporada 1928-29 hi ha haver una reestructuració al futbol català i el segon nivell competitiu adoptà el nom de Segona Categoria Preferent mentre que la tercera categoria esdevingué Segona Categoria Ordinària. A més, en finalitzar la temporada, l'estiu de 1929, es configurà una nova competició anomenada Lliga Amateur (posteriorment Campionat de Catalunya Amateur), que es convertí en una tercera categoria catalana, paral·lelament a la segona ordinària. D'aquesta manera, la majoria de clubs ingressaren a la lliga amateur, que es configurà en diversos grups provincials, mentre uns pocs romangueren a la segona ordinària. Els millors equips de la lliga amateur i la segona ordinària acostumaven a jugar una fase final conjunta per decidir els clubs que pujaven a la categoria superior.
La temporada 1934-35 es torna a reestructurar el campionat i es crea novament la Primera B. Conseqüentment, la Segona Categoria Preferent esdevé tercer nivell i la Segona Ordinària i el Campionat Amateur baixen fins al quart nivell de la piràmide del futbol català. El 1937 la Segona Preferent i la Segona Ordinària es fusionaren per formar una única Segona Categoria, per tornar novament a Segona Preferent la darrera temporada que existí la competició, la 1939-40.

## Historial
Font: Hemeroteca Mundo Deportivo, La Vanguardia, El Diluvio.

### Campionat de Catalunya
| Temporada | Denominació                      | Campionat de Catalunya                                   | Lliga Amateur        |
| --------- | -------------------------------- | -------------------------------------------------------- | -------------------- |
| 1912-13   | Tercera Lliga                    | CD Mercuri                                               |                      |
| 1913-17   | No es disputà                    | No es disputà                                            | No es disputà        |
| 1917-18   | Segona Categoria                 | CE Europa                                                |                      |
| 1918-19   | Segona Categoria                 | FC Andreuenc                                             |                      |
| 1919-20   | Segona Categoria                 | FC Martinenc                                             |                      |
| 1920-21   | Segona Categoria                 | FC Santboià                                              |                      |
| 1921-22   | Segona Categoria                 | AD Guíxols                                               |                      |
| 1922-23   | Segona Categoria                 | Reus Deportiu                                            |                      |
| 1923-24   | Segona Categoria                 | Reus Deportiu                                            |                      |
| 1924-25   | Grup de Promoció de 2a Categoria | CS Manresa                                               |                      |
| 1925-26   | Grup de Promoció de 2a Categoria | Club Gimnàstic                                           |                      |
| 1926-27   | Grup de Promoció de 2a Categoria | FC Palafrugell                                           |                      |
| 1927-28   | Grup de Promoció de 2a Categoria | FC Palafrugell (Nota)                                    |                      |
| 1928-29   | Segona Categoria Ordinària       | FC Santboià                                              |                      |
| 1929-30   | Segona Categoria Ordinària       | UA Horta (Nota) Tarragona FC (Nota) Granollers SC (Nota) | US Figueres          |
| 1930-31   | Segona Categoria Ordinària       | FC Ripollet                                              | Palamós SC           |
| 1931-32   | Segona Categoria Ordinària       | Sant Cugat Sport FC (Nota)                               | FC Amateur de Blanes |
| 1932-33   | Segona Categoria Ordinària       | US Figueres                                              | UE Poble Nou         |
| 1933-34   | Segona Categoria Ordinària       | Calella SC                                               | CE Europa            |
| 1934-35   | Segona Categoria                 | Vic FC                                                   | Santiveri FC         |
| 1935-36   | Segona Categoria Preferent       | Vic FC                                                   | Ag. Cultural Carmel  |
| 1936-37   | Segona Categoria Preferent       | CE Manresa Gràcia EC                                     |                      |
| 1937-38   | Segona Categoria                 | Iluro SC                                                 |                      |
| 1938-39   | No es disputà                    | No es disputà                                            | No es disputà        |
| 1939-40   | Segona Categoria Preferent       | Club Gimnàstic                                           |                      |

### Campions provincials
| Temporada | Barcelona               | Tarragona      | Girona                | Lleida                  | Balears           |
| --------- | ----------------------- | -------------- | --------------------- | ----------------------- | ----------------- |
| 1916-17   | CE Júpiter              | Reus Deportiu  | Ateneu Palafrugellenc |                         | RS Alfons XIII FC |
| 1917-18   | CE Europa               | Vilanova FC    | Ateneu Palafrugellenc |                         |                   |
| 1918-19   | FC Andreuenc            | Club Gimnàstic | AD Guíxols            |                         |                   |
| 1919-20   | FC Martinenc            | Reus Deportiu  | AD Guíxols            |                         |                   |
| 1920-21   | FC Santboià             | FC Vilafranca  | AD Guíxols            | Tàrrega FC              |                   |
| 1921-22   | Athletic FC de Sabadell | Reus Deportiu  | AD Guíxols            | Tàrrega FC              |                   |
| 1922-23   | Iluro SC                | Reus Deportiu  | US Figueres           | Tàrrega FC              |                   |
| 1923-24   | Iluro SC                | Reus Deportiu  | Port-Bou FC           | FC Lleida               | RS Alfons XIII FC |
| 1924-25   | CS Manresa              | Club Gimnàstic | UD Girona             | FC Joventut Republicana | RS Alfons XIII FC |
| 1925-26   | Granollers SC           | Club Gimnàstic | FC Palafrugell        | FC Joventut Republicana | US Mahón          |
| 1926-27   | Granollers SC           | Reus Deportiu  | FC Palafrugell        | FC Joventut Republicana |                   |
| 1927-28   | Alumnes Obrers          | FC Tarragona   | FC Palafrugell        | ?                       |                   |
| 1928-29   | FC Santboià             | FC Tarragona   | UD Girona             | Tàrrega FC              |                   |
| 1929-30   | UA Horta                | FC Tarragona   | US Figueres           | Tàrrega FC              |                   |
| 1929-30   | UE Poble Sec            | FC Tarragona   | US Figueres           | Tàrrega FC              |                   |
| 1930-31   | FC Popular d'Arenys     | FC Amposta     | Palamós SC            | Tàrrega SC              |                   |
| 1931-32   | FC Amateur de Blanes    | JD Flix        | US Figueres           | Tàrrega SC              |                   |
| 1932-33   | UE Poble Nou            | FC Amposta     | CE Malgrat            | CD Català de Cervera    |                   |
| 1933-34   | n/d                     | US Rapitenca   | FC Banyoles           | n/d                     |                   |
| 1934-35   | n/d                     | FC Amposta     | Costa Brava FC        | n/d                     |                   |